# Winkelried
Winkelried ist der Name eines berühmten Nidwaldener Geschlechts.
Vertreter dieser Familie sind:
- Heinrich von Winkelried († 1303), genannt Schrutan, Ritter aus der Schweiz
- Arnold Winkelried († angeblich 9. Juli 1386 in Sempach), Legende und mythische Figur der Schweizergeschichte

Nach Arnold Winkelried wurden die folgenden Schiffe auf Schweizer Seen benannt:
- Winkelried (Schiff, 1824), Raddampfer auf dem Genfersee
- Winkelried (Schiff, 1870), Raddampfer auf dem Genfersee
- Winkelried (Schiff, 1876), Raddampfer auf dem Vierwaldstättersee
- Winkelried (Schiff, 1963), Motorschiff auf dem Vierwaldstättersee